# ジェヴァト・チョバンル

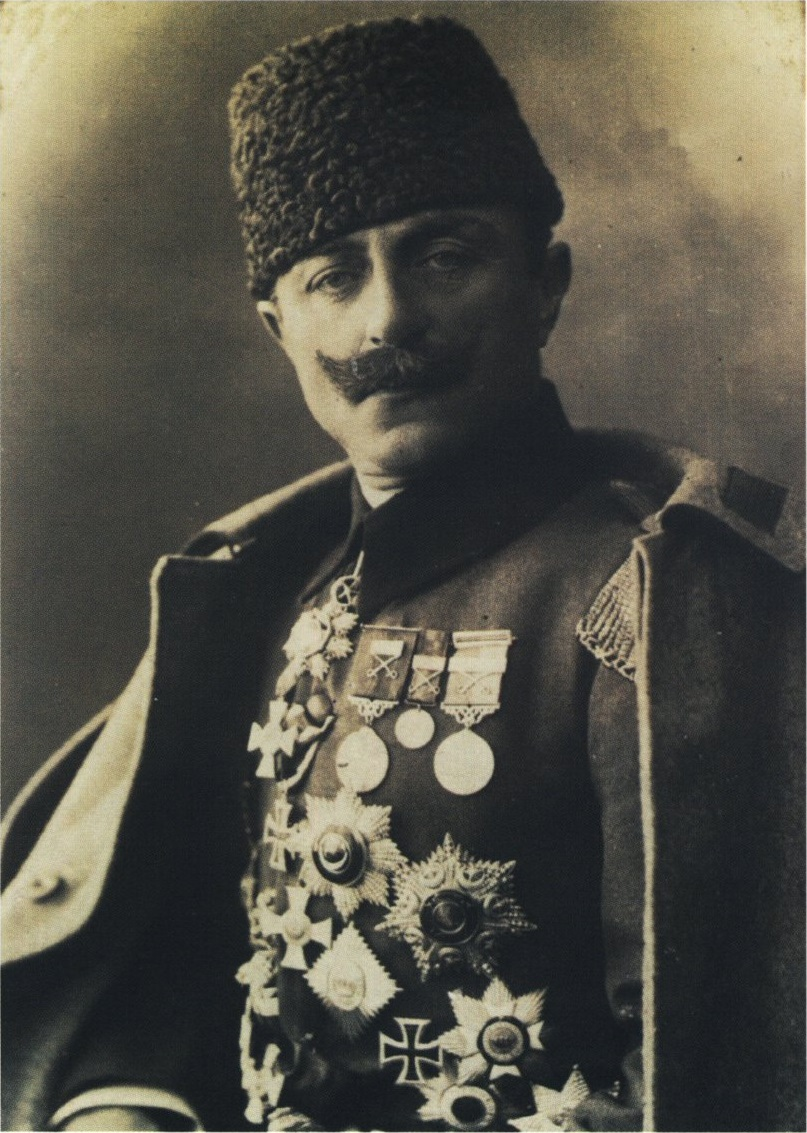
ジェヴァート・パシャ

ジェヴァート・チョバンル（İsmail Cevât Çobanlı、1870年 - 1938年）は、オスマン帝国およびトルコの軍人。最終階級は、「ビリンジ・フェリク」 (Birinci Ferik)。
イスタンブール出身。第一次世界大戦時、オーストリア・ロシア戦線のオスマン軍部隊を率い、ガリツィアで戦う。ジェヴァートの指揮する第15軍団は、オーストリア・ハンガリー軍にも勝るエリート部隊と考えられていた。1917年12月からシリア・パレスチナ戦線で活動する第4軍の司令官。1918年1月、第4軍司令官をアフメト・ジェマル・パシャと交代。1918年1月、F.クレス・フォン・クレッセンシュタイン将軍と代わって、「ユルドゥルム」（稲妻）軍集団の第8軍司令官に任命された。1918年3月、第22軍団（レフェト・ベイ大佐）、第24軍団（ヤースィン・ヒルミ・ベイ大佐）、並びにドイツ・アジア軍団（ウェルナー・フォン・フランケンベルク・ウント・プロシュリッツ大佐; Werner von Frankenberg und Proschlitz。実際には増強師団規模）が第8軍に編入された。1918年9月～10月のイギリス軍の攻勢時、第8軍は事実上壊滅した。